# Krujë
Krujë (eller Kruja) er en by i præfekturet Durrës i det vestlige-centrale Albanien, med ca. 11.721(2011) indbyggere. Byen var hovedstad i det tidligere distrikt af samme navn. Krujë var hjemby for den albanske nationalhelt Gjergj Kastrioti Skanderbeg (1405-1468).
- Wikimedia Commons har flere filer relateret til Krujë